# (1002) Olbersia
(1002) Olbersia ist ein Asteroid des Hauptgürtels, der am 15. August 1923 vom russischen Astronomen Wladimir Alexandrowitsch Albizki am Krim-Observatorium in Simejis (IAU-Code 094) entdeckt wurde.
Der Asteroid ist dem deutschen Astronomen Heinrich Wilhelm Olbers (1758–1840) gewidmet.